# Fritz Walter (calciatore 1960)
Fritz Walter (Mannheim, 21 giugno 1960) è un ex calciatore tedesco, di ruolo attaccante.

## Carriera
Iniziò a giocare a calcio nel 1965 con l'SG Hohensachsen. Nel 1976 passò al TSG Weinheim, dove rimase fino al 1981, anno del trasferimento al Waldhof Mannheim con cui conquistò nel 1983 la promozione in Bundesliga.
Nel 1987 il calciatore fu acquistato dallo Stoccarda, con cui vinse nella stagione 1991-1992 il campionato e la classifica cannonieri con 22 reti.
Nel 1995 fu ceduto all'Arminia Bielefeld, squadra di seconda divisione, e nonostante la sua non più giovane età, vinse nel 1996 la classifica capocannonieri. Terminò la carriera nel 1998 all'SSV Ulm 1846.

### Nazionale
Pur non avendo giocato con la nazionale maggiore, "Fritz Walter junior" partecipò ai Giochi olimpici di Seul 1988, dove la nazionale tedesca occidentale conquistò il bronzo.

## Palmarès

### Club

#### Competizioni nazionali
- Campionato tedesco di seconda divisione: 1

Waldof Mannheim: 1982-1983
- Campionato tedesco: 1

Stoccarda: 1991-1992
- Supercoppa di Germania: 1

Stoccarda: 1992

### Nazionale
- Bronzo olimpico: 1

Seul 1988

### Individuale
- Capocannoniere della Bundesliga: 1

1991-1992 (22 gol)